# Antonio Bilbatúa
Antonio Bilbatúa Zubeldía (Sarria, 23 de mayo de 1894-Vigo, 27 de agosto de 1936) fue un político y dirigente socialista español.

## Biografía
Trabajó como oficial de telégrafos y militó en el PSOE de Galicia. Fue elegido diputado del Frente Popular por la provincia de Pontevedra en las elecciones generales de febrero de 1936. Cuando estalló la sublevación militar que dio lugar a la guerra civil española, fue detenido en Vigo con otros dirigentes de izquierda de la ciudad.
Tras ser condenado a muerte en un consejo de guerra sumarísimo por el delito de traición, el 20 de agosto, fue fusilado en el cementerio de Pereiró (Vigo) con los otros miembros del Comité del Frente Popular en Vigo; su hermano Demetrio, militante socialista y compromisario para la elección del presidente de la República en mayo de 1936; el alcalde de Vigo, Emilio Martínez Garrido; el alcalde de Lavadores José Antela Conde; y los diputados socialistas Enrique Heraclio Botana Pérez e Ignacio Seoane Fernández el 27 de agosto de 1936.
Actualmente una calle del municipio de Barreiros lleva su nombre.